# Aleknagik (Alasca)
Aleknagik é uma cidade localizada no estado norte-americano do Alasca, na Região Censitária de Dillingham.

## Demografia
Segundo o censo americano de 2000, a sua população era de 221 habitantes.
Em 2006, foi estimada uma população de 223, um aumento de 2 (0.9%).

## Geografia
De acordo com o United States Census Bureau, a localidade tem uma área de 48,6 km², dos quais 29,9 km² cobertos por terra e 18,7 km² cobertos por água.

## Localidades na vizinhança
O diagrama seguinte representa as localidades num raio de 80 km ao redor de Aleknagik.